# César-díj a legjobb eredeti vagy adaptált forgatókönyvnek
A legjobb eredeti vagy adaptált forgatókönyvnek járó César-díjat (franciául César du meilleur scénario original ou adaptation) a francia Filmművészeti és Filmtechnikai Akadémia 1976]-ban hozta létre a legjobb fikciós filmes történetek, illetve irodalmi művek legsikeresebb filmes átiratainak elismerésére. A forgatókönyvírók vehették át a „Césarok éjszakája” elnevezésű gálaünnepségen évente, február végén, március elején.
A megmérettetésben mindazok a filmek részt vehetnek, amelyeket az első körben jelöltek a legjobb film kategóriában, és amelyek forgatókönyve a francia jogszabályok szerint eredeti műnek vagy létező irodalmi, filmes, televíziós vagy zenei mű átiratának minősül.
1983-ban a kategóriát szétválasztották, külön értékelve a legjobb adaptációt és a legjobb eredeti forgatókönyvet. Három év után a két díjat újra összevonták és 2005-ig ismét egyetlen elismerést adtak át, visszatérve a César-díj a legjobb eredeti vagy adaptált forgatókönyvnek elnevezéshez. 2006-ban az Akadémia ismét a szétválasztás mellett döntött.

## Díjazottak és jelöltek
Az évszám a díjosztó gála évét jelzi, amikor az előző évben forgalmazásra került film elismerésben részesült.

### 1970-es évek
| Év                           | Magyar cím                       | Eredeti cím                             | Forgatókönyvíró(k) |
| ---------------------------- | -------------------------------- | --------------------------------------- | ------------------ |
| 1976 1. gála                 |                                  |                                         |                    |
| Kezdődjék hát az ünnep!      | Que la fête commence             | Bertrand Tavernier és Jean Aurenche     |                    |
| A bosszú                     | Le vieux fusil                   | Robert Enrico és Pascal Jardin          |                    |
|                              | Sept morts sur ordonnance        | Georges Conchon és Jacques Rouffio      |                    |
| Sógorok, sógornők            | Cousin, cousine                  | Jean-Charles Tacchella                  |                    |
| 1977 2. gála                 |                                  |                                         |                    |
| A bíró és a gyilkos          | Le juge et l'assassin            | Jean Aurenche és Bertrand Tavernier     |                    |
| A játékszer                  | Le jouet                         | Francis Veber                           |                    |
| Sokat akar a szarka          | Un éléphant ça trompe énormément | Jean-Loup Dabadie                       |                    |
| Útkereső                     | La meilleure façon de marcher    | Luc Béraud és Claude Miller             |                    |
| 1978 3. gála                 |                                  |                                         |                    |
| Gondviselés                  | Providence                       | David Mercer                            |                    |
| Egy gazember halála          | Mort d'un pourri                 | Michel Audiard                          |                    |
| Mind a Paradicsomba kerülünk | Nous irons tous au paradis       | Jean-Loup Dabadie                       |                    |
| A vágy titokzatos tárgya     | Cet obscur objet du désir        | Luis Buñuel és Jean-Claude Carrière     |                    |
| 1979 4. gála                 |                                  |                                         |                    |
| Az 51-es dosszié             | Le dossier 51                    | Gilles Perrault és Michel Deville       |                    |
| A cukor                      | Le sucre                         | Georges Conchon és Jacques Rouffio      |                    |
| Egyszerű eset                | Une histoire simple              | Jean-Loup Dabadie és Claude Sautet      |                    |
| A mások pénze                | L'argent des autres              | Christian de Chalonge és Pierre Dumayet |                    |

### 1980-as évek
| Év                                | Magyar cím                                                                                          | Eredeti cím                                                                                         | Forgatókönyvíró(k)                                                                                  |
| --------------------------------- | --------------------------------------------------------------------------------------------------- | --------------------------------------------------------------------------------------------------- | --------------------------------------------------------------------------------------------------- |
| 1980 5. gála                      | | | |
| Hidegtál                          | Buffet froid                                                                                        | Bertrand Blier                                                                                      | |
| Bűnügyek                          | Série noire                                                                                         | Alain Corneau és Georges Perec                                                                      | |
|                                   | La drôlesse                                                                                         | Jacques Doillon                                                                                     | |
| I, mint Ikarusz                   | I... comme Icare                                                                                    | Didier Decoin és Henri Verneuil                                                                     | |
| 1981 6. gála                      | | | |
| Az utolsó metró                   | Le dernier métro                                                                                    | François Truffaut és Suzanne Schiffman                                                              | |
| Amerikai nagybácsim               | Mon oncle d'Amérique                                                                                | Jean Gruault                                                                                        | |
| Atlantic City                     | Atlantic City                                                                                       | John Guare                                                                                          | |
| Halál egyenes adásban             | La mort en direct                                                                                   | David Rayfiel és Bertrand Tavernier                                                                 | |
| 1982 7. gála                      | | | |
| Őrizetbevétel                     | Garde à vue                                                                                         | Jean Herman, Michel Audiard és Claude Miller                                                        | |
| Nagytakarítás                     | Coup de torchon                                                                                     | Jean Aurenche és Bertrand Tavernier                                                                 | |
| A tűz háborúja                    | La guerre du feu                                                                                    | Gérard Brach                                                                                        | |
|                                   | Une étrange affaire                                                                                 | Christopher Frank, Pierre Granier-Deferre és Jean-Marc Roberts                                      | |
| 1983 8. gála                      | 1983-tól 1985-ig két díjat adtak át: legjobb adaptáció és legjobb eredeti forgatókönyv kategóriában | 1983-tól 1985-ig két díjat adtak át: legjobb adaptáció és legjobb eredeti forgatókönyv kategóriában | 1983-tól 1985-ig két díjat adtak át: legjobb adaptáció és legjobb eredeti forgatókönyv kategóriában |
| 1984 9. gála                      | 1983-tól 1985-ig két díjat adtak át: legjobb adaptáció és legjobb eredeti forgatókönyv kategóriában | 1983-tól 1985-ig két díjat adtak át: legjobb adaptáció és legjobb eredeti forgatókönyv kategóriában | 1983-tól 1985-ig két díjat adtak át: legjobb adaptáció és legjobb eredeti forgatókönyv kategóriában |
| 1985 10. gála                     | 1983-tól 1985-ig két díjat adtak át: legjobb adaptáció és legjobb eredeti forgatókönyv kategóriában | 1983-tól 1985-ig két díjat adtak át: legjobb adaptáció és legjobb eredeti forgatókönyv kategóriában | 1983-tól 1985-ig két díjat adtak át: legjobb adaptáció és legjobb eredeti forgatókönyv kategóriában |
| 1986 11. gála                     | | | |
| Három férfi, egy mózeskosár       | Trois hommes et un couffin                                                                          | Coline Serreau                                                                                      | |
| Randevú                           | Rendez-vous                                                                                         | Olivier Assayas és André Téchiné                                                                    | |
| A csitri                          | L'effrontée                                                                                         | Luc Béraud, Claude Miller, Annie Miller és Bernard Stora                                            | |
| Nyakunkon a veszély               | Péril en la demeure                                                                                 | Michel Deville                                                                                      | |
|                                   | On ne meurt que deux fois                                                                           | Michel Audiard és Jacques Deray                                                                     | |
| 1987 12. gála                     | | | |
| Thérese története                 | Thérese                                                                                             | Camille De Casabianca és Alain Cavalier                                                             | |
| Estélyi ruha                      | Tenue de soirée                                                                                     | Bertrand Blier                                                                                      | |
| Négybalkezes                      | Les fugitifs                                                                                        | Francis Veber                                                                                       | |
| A Paradicsom…                     | Jean de Florette                                                                                    | Claude Berri és Gérard Brach                                                                        | |
| 1988 13. gála                     | | | |
| Viszontlátásra, gyerekek!         | Au revoir les enfants                                                                               | Louis Malle                                                                                         | |
| A barátnőm barátja                | L'ami de mon amie                                                                                   | Éric Rohmer                                                                                         | |
| Béatrice passiója                 | La passion Béatrice                                                                                 | Colo Tavernier                                                                                      | |
| A nagy út                         | Le grand chemin                                                                                     | Jean-Loup Hubert                                                                                    | |
|                                   | Tandem                                                                                              | Patrick Dewolf és Patrice Leconte                                                                   | |
| 1989 14. gála                     | | | |
| Az élet egy hosszú, nyugodt folyó | La vie est un long fleuve tranquille                                                                | Étienne Chatiliez és Florence Quentin                                                               | |
| A kis tolvajlány                  | La petite voleuse                                                                                   | Luc Béraud, François Truffaut, Claude de Givray és Annie Miller                                     | |
| Ártatlan gyönyör                  | La lectrice                                                                                         | Michel Deville és Rosalinde Deville                                                                 | |
| Furcsa randevú                    | Drôle d'endroit pour une rencontre                                                                  | François Dupeyron és Dominique Faysse                                                               | |

### 1990-es évek
| Év                                | Magyar cím                          | Eredeti cím                                          | Forgatókönyvíró(k) |
| --------------------------------- | ----------------------------------- | ---------------------------------------------------- | ------------------ |
| 1990 15. gála                     |                                     |                                                      |                    |
| Túl szép hozzád                   | Trop belle pour toi                 | Bertrand Blier                                       |                    |
| Az élet és semmi más              | La vie et rien d'autre              | Jean Cosmos és Bertrand Tavernier                    |                    |
|                                   | Force majeure                       | Pierre Jolivet és Olivier Schatzky                   |                    |
| Kegyetlen világ                   | Un monde sans pitié                 | Éric Rochant                                         |                    |
| 1991 16. gála                     |                                     |                                                      |                    |
| A titokzatos lány                 | La discrète                         | Jean-Pierre Ronssin és Christian Vincent             |                    |
| Cyrano de Bergerac                | Cyrano de Bergerac                  | Jean-Claude Carrière és Jean-Paul Rappeneau          |                    |
| A fodrásznő férje                 | Le mari de la coiffeuse             | Claude Klotz és Patrice Leconte                      |                    |
| A kis bűnöző                      | Le petit criminel                   | Jacques Doillon                                      |                    |
| 1992 17. gála                     |                                     |                                                      |                    |
|                                   | Delicatessen                        | Jean-Pierre Jeunet, Marc Caro és Gilles Adrien       |                    |
| Kösz, megvagyok                   | Merci la vie                        | Bertrand Blier                                       |                    |
| Minden áldott reggel              | Tous les matins du monde            | Alain Corneau és Pascal Quignard                     |                    |
|                                   | Van Gogh                            | Maurice Pialat                                       |                    |
| 1993 18. gála                     |                                     |                                                      |                    |
| Hétköznapi csetepaté              | La crise                            | Coline Serreau                                       |                    |
| Dermedt szív                      | Un cœur en hiver                    | Jacques Fieschi és Claude Sautet                     |                    |
| L.627                             | L.627                               | Michel Alexandre és Bertrand Tavernier               |                    |
| Az őrszem                         | La sentinelle                       | Arnaud Desplechin                                    |                    |
| Vad éjszakák                      | Les nuits fauves                    | Cyril Collard                                        |                    |
| 1994 19. gála                     |                                     |                                                      |                    |
| Dohányzó/Nem dohányzó             | Smoking/No Smoking                  | Agnès Jaoui és Jean-Pierre Bacri                     |                    |
| Germinal                          | Germinal                            | Claude Berri és Arlette Langmann-Ramonet             |                    |
| Három szín: kék                   | Trois couleurs: Bleu                | Krzysztof Kieślowski és Krzysztof Piesiewicz         |                    |
| Jöttünk, láttunk, visszamennénk   | Les visiteurs                       | Christian Clavier és Jean-Marie Poiré                |                    |
| Legkedvesebb évszakom             | Ma saison préférée                  | Pascal Bonitzer és André Téchiné                     |                    |
| 1995 20. gála                     |                                     |                                                      |                    |
| Vad nád                           | Les roseaux sauvages                | André Téchiné, Olivier Massart és Gilles Taurand     |                    |
| Férfiak mélyrepülésben            | Regarde les hommes tomber           | Jacques Audiard és Alain Le Henry                    |                    |
| Három szín: piros                 | Trois couleurs: Rouge               | Krzysztof Kieślowski és Krzysztof Piesiewicz         |                    |
| Margó királyné                    | La Reine Margot                     | Patrice Chéreau és Danièle Thompson                  |                    |
| Segítség, csaló!                  | Grosse fatigue                      | Michel Blanc                                         |                    |
| 1996 21. gála                     |                                     |                                                      |                    |
| Mintamókus                        | Gazon maudit                        | Telshe Boorman                                       |                    |
| A boldogság a réten van           | Le bonheur est dans le pré          | Florence Quentin                                     |                    |
| A gyűlölet                        | La haine                            | Mathieu Kassovitz                                    |                    |
| Nelly és Arnaud úr                | Nelly et Mr. Arnaud                 | Jacques Fieschi és Claude Sautet                     |                    |
| A szertartás                      | La cérémonie                        | Claude Chabrol és Caroline Eliacheff                 |                    |
| 1997 22. gála                     |                                     |                                                      |                    |
| Családi ünnep                     | Un air de famille                   | Cédric Klapisch, Agnès Jaoui és Jean-Pierre Bacri    |                    |
| Conan kapitány                    | Capitaine Conan                     | Jean Cosmos és Bertrand Tavernier                    |                    |
| Csinálj magadból hőst             | Un héros très discret               | Jacques Audiard és Alain Le Henry                    |                    |
| Édes őrültség                     | Pédale douce                        | Gabriel Aghion és Patrick Timsit                     |                    |
| Rizsporos intrikák                | Ridicule                            | Rémi Waterhouse                                      |                    |
| 1998 23. gála                     |                                     |                                                      |                    |
| Megint a régi nóta                | On connaît la chanson               | Agnès Jaoui és Jean-Pierre Bacri                     |                    |
| Marius és Jeannette               | Marius et Jeannette                 | Robert Guédiguian és Jean-Louis Milesi               |                    |
| A rokon                           | Le cousin                           | Michel Alexandre és Alain Corneau                    |                    |
| Vegytisztítás                     | Nettoyage à sec                     | Anne Fontaine és Gilles Taurand                      |                    |
|                                   | Western                             | Jean-François Goyet és Manuel Poirier                |                    |
| 1999 24. gála                     |                                     |                                                      |                    |
| Dilisek vacsorája                 | Le dîner de cons                    | Francis Veber                                        |                    |
| Aki szeret engem, vonatra ül      | Ceux qui maiment prendront le train | Patrice Chéreau, Danièle Thompson és Pierre Trividic |                    |
| Élet, amiről az angyalok álmodnak | La vie rêvée des anges              | Roger Bohbot és Érick Zonca                          |                    |
| Életvonat                         | Train de vie                        | Radu Mihaileanu                                      |                    |
| A Vendôme tér asszonya            | Place Vendôme                       | Jacques Fieschi és Nicole Garcia                     |                    |

### 2000-es évek
| Év                           | Magyar cím                          | Eredeti cím                                         | Forgatókönyvíró(k) |
| ---------------------------- | ----------------------------------- | --------------------------------------------------- | ------------------ |
| 2000 25. gála                |                                     |                                                     |                    |
| Vénusz Szépségszalon         | Vénus beauté (Institut))            | Tonie Marshall                                      |                    |
| Az én szép kis vállalkozásom | Ma petite entreprise                | Pierre Jolivet és Simon Michaël                     |                    |
| Karácsonyi kavarodás         | La bûche                            | Christopher Thompson és Danièle Thompson            |                    |
| Lány a hídon                 | La fille sur le pont                | Serge Frydman                                       |                    |
| Sachs betegsége              | La maladie de Sachs                 | Michel Deville és Rosalinde Deville                 |                    |
| 2001 26. gála                |                                     |                                                     |                    |
| Ízlés dolga                  | Le goût des autres                  | Agnès Jaoui és Jean-Pierre Bacri                    |                    |
| Emberi erőforrások           | Ressources humaines                 | Laurent Cantet és Gilles Marchand                   |                    |
| Harry csak jót akar          | Harry, un ami qui vous veut du bien | Gilles Marchand és Dominik Moll                     |                    |
| Ízlések és pofonok           | Une affaire de goût                 | Bernard Rapp és Gilles Taurand                      |                    |
|                              | Saint-Cyr                           | Patricia Mazuy és Yves Thomas                       |                    |
| 2002 27. gála                |                                     |                                                     |                    |
| A számat figyeld             | Sur mes lèvres                      | Jacques Audiard és Tonino Benacquista               |                    |
| Amélie csodálatos élete      | Le fabuleux destin d'Amélie Poulain | Jean-Pierre Jeunet és Guillaume Laurant             |                    |
| Káosz                        | Chaos                               | Coline Serreau                                      |                    |
| Senkiföldje                  | No Man's Land                       | Danis Tanovic                                       |                    |
| Tiszti szoba                 | La chambre des officiers            | François Dupeyron                                   |                    |
| 2003 28. gála                |                                     |                                                     |                    |
| Ámen                         | Amen                                | Costa-Gavras és Jean-Claude Grumberg                |                    |
| 8 nő                         | 8 femmes                            | François Ozon és Marina De Van                      |                    |
| Lakótársat keresünk          | L'auberge espagnole                 | Cédric Klapisch                                     |                    |
| Szerelmi bonyodalmak         | Embrassez qui vous voudrez          | Michel Blanc                                        |                    |
| A zongorista                 | Le pianiste                         | Ronald Harwood                                      |                    |
| 2004 29. gála                |                                     |                                                     |                    |
| Barbárok a kapuk előtt       | Les invasions barbares              | Denys Arcand                                        |                    |
| Bon voyage                   | Bon voyage                          | Patrick Modiano és Jean-Paul Rappeneau              |                    |
| Mióta Otar elment            | Depuis qu'Otar est parti...         | Julie Bertucelli, Roger Bohbot és Bernard Renucci   |                    |
| Tokiói tortúra               | Stupeur et tremblements             | Alain Corneau                                       |                    |
| Trilógia – Menekülés         | Cavale                              | Lucas Belvaux                                       |                    |
| Trilógia – Csodás páros      | Un couple épatant                   | Lucas Belvaux                                       |                    |
| Trilógia – Az élet után      | Après la vie                        | Lucas Belvaux                                       |                    |
| 2005 30. gála                |                                     |                                                     |                    |
| A csel                       | L'esquive                           | Abdellatif Kechiche és Ghalya Lacroix               |                    |
| Ha te nem lennél             | Rois et Reine                       | Arnaud Desplechin és Roger Bohbot                   |                    |
| Mint egy angyal              | Comme une image                     | Agnès Jaoui és Jean-Pierre Bacri                    |                    |
| Hosszú jegyesség             | Un long dimanche de fiançailles     | Jean-Pierre Jeunet és Guillaume Laurant             |                    |
| 36 – Harminchat              | 36 quai des Orfèvres                | Olivier Marchal, Franck Mancuso és Julien Rappeneau |                    |